# Сходинки Рокі

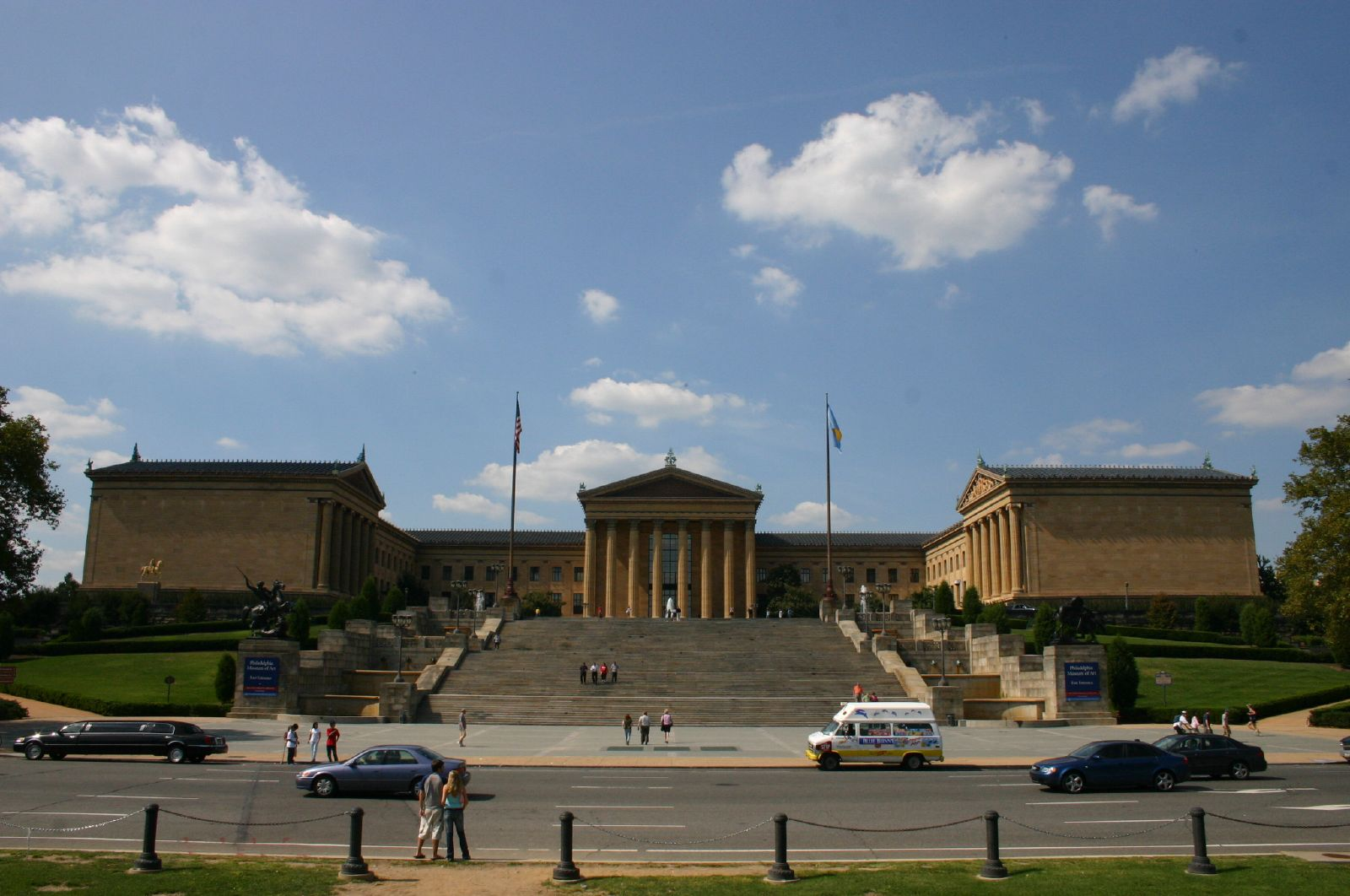
Сходи до головного входу в Музей мистецтв Філадельфії

Сходинки Рокі (англ. Rocky Steps) — 72 кам'яних ступені масивних сходів, що ведуть до головного входу до музею мистецтв Філадельфії (Пенсільванія). Свою назву отримали після фігурування в численних сценах у серії фільмів «Рокі» їх автора сценарію і виконавець головної ролі Сильвестра Сталлоне. Є одним з найпопулярніших туристичних місць Філадельфії.
Вперше сходи з'явилася в кадрах фільму 1976 року, коли головний персонаж фільмів Рокі Бальбоа готувався до бою з Аполло Крідом. В одній зі сцен його ранкова пробіжка починається по міських вулицях Філадельфії і закінчується на вершині сходів, де Рокі, стоячи обличчям до міста, підкидає обидві руки вгору — тріумфальний жест переможця боксерських поєдинків. Цей момент, в якому поряд з відбиттям завзятості головного героя на шляху вгору («бою зі ступенями» (англ. «Battle with the steps»)) показаний один з найбільш виграшних видів міста, став одним зі знакових образів в історії кінематографа за кількістю своїх шанувальників. Ця сцена була однією з перших, знятих із застосуванням системи стабілізації Steadicam. Для самого Сталлоне сходження його героя на вершину сходи символізує Філадельфію як місто, в якому будь-який невдаха своєю працею може всього домогтися.
1982 року на останньому щаблі драбини була встановлена бронзова статуя героя фільмів Рокі Бальбоа, яка пізніше була перенесена до її підніжжя.

## Статуя Рокі
Для свого третього фільму про Рокі Бальбоа («Рокі 3») 1980 року Сильвестр Сталлоне замовив у скульптора Томаса Шомберга (англ. A. Thomas Schomberg) бронзову статую героя його кінострічки, а по завершенні роботи над ним Сталлоне подарував її місту..
Під час знімання і кілька місяців по тому після них статуя Рокі перебувала на верхньому щаблі сходів, але пізніше серед чиновників від мистецтва виникли розбіжності як з приводу прийнятності місця її установки, так і з приводу її художньої цінності взагалі. Так, зокрема, комерційний директор Філадельфійського художнього музею Дік Доран був в захваті від статуї. Він заявляв, що Сталлоне зробив для іміджу міста більше, «ніж хто-небудь з часів Бенджаміна Франкліна». Частина чиновників музею була стурбована тим, що статуя з сумнівною художньою цінністю може зіпсувати його міжнародну репутацію. Ряд членів Художньої комісії Філадельфії (Philadelphia Art Commission) вважали, що статуя не більше ніж реквізит для фільму, і що «їй немає місця навіть близько до музею». Були й думки, що завдяки популярності Рокі «люди, які ніколи не були в музеї, принаймні, хоча б наблизилися до його входу». Подібні дебати тривали протягом 20 років.ref name=":0" />.
1982 року статую Рокі встановили навпроти фронтальної сторони філадельфійського «Спектрума» — стадіону, головною спортивного майданчика міста. У 1987, 1990 і 1993-94 роках, проте, для чергових знімань фільмів статуя епізодично «переїжджала» на місце початкової установки, але потім знову «відправлялася» на стадіон. 2002 року, в зв'язку зі знесенням стадіону, вона стала експонатом музейного сховища, і знову побачила світ лише в 2005-му — до знімання шостої частини серії «Рокі Бальбоа».ref name=":0" />.
У вересні 2006 року рішенням Художньої комісії Філадельфії для статуї Рокі було остаточно визначено місце установки — праворуч від нижньої частини сходів на рівні вулиці. На урочистій церемонії установки пам'ятника, в якій брав участь Сильвестр Сталлоне, він сказав, що «це втілення американської мрії … ця статуя не мені, але кожному з вас, бо в кожному з вас живе свій Рокі».

## У попкультурі

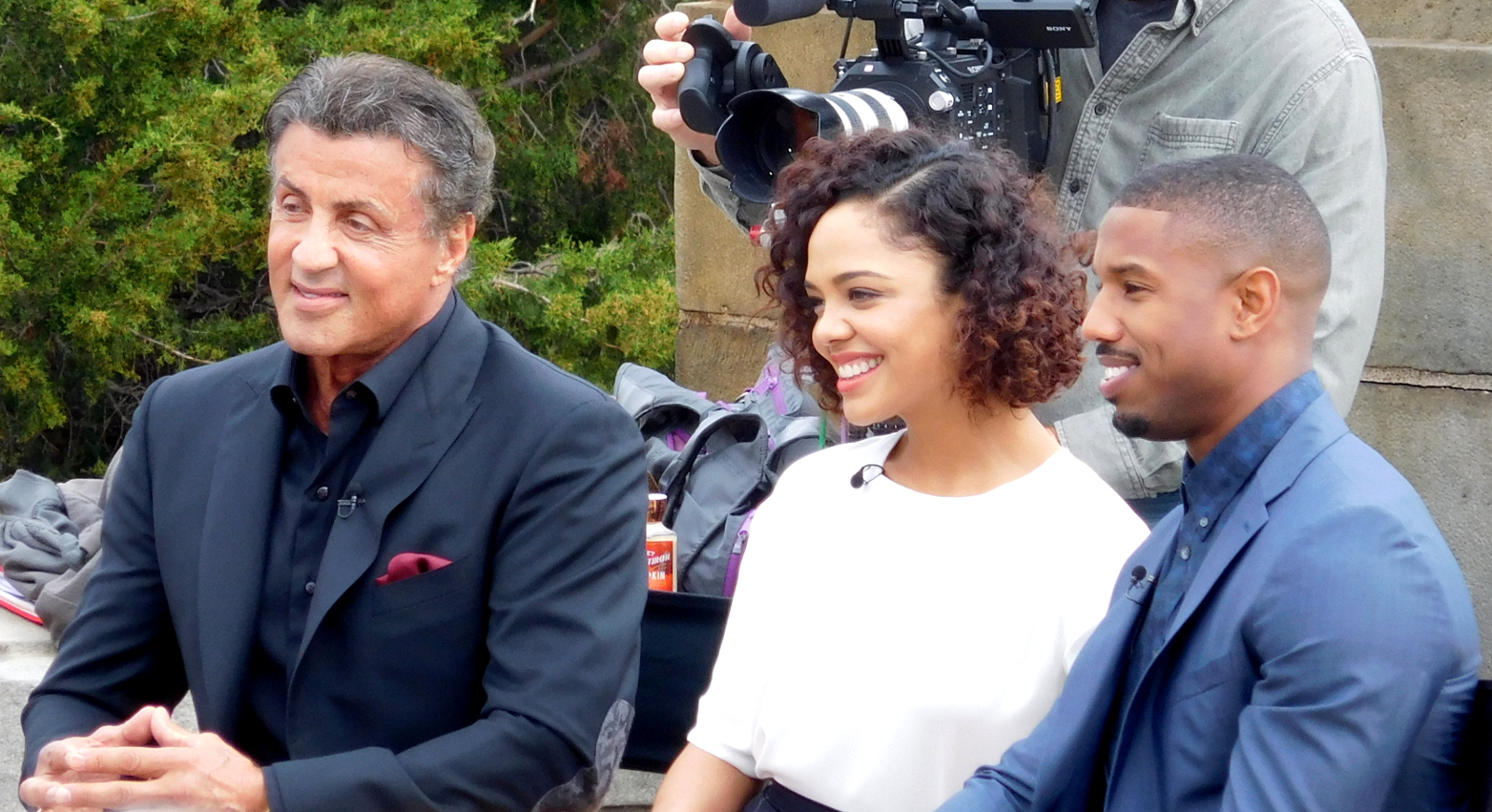
на Сходинках Рокі, листопад 2015

Сцена зі сходами з фільмів «Рокі» стала культурною іконою. Через десятиліття після виходу першого фільму 1976 року тисячі туристів щороку підіймаються по її 72 східцях, щоб повторити зназнамените сходження головного героя фільмів С. Сталлоне і сфотографуватися з видом на місто з піднятими в переможному жесті руками. За версією телеканалу E! сцена посідає 13-е місце в сотні та одній найбільш дивовижних сцен в індустрії розваг (101 Most Awesome Moments in Entertainment)..
1996 року напередодні початку Ігор 1996 року в Атланті ступені Рокі стали одним з етапів естафети Олімпійського вогню в Філадельфії — 24 червня його пронесла філадельфійка Дон Стейлі. 2 липня 2005 року сходи стала концертним майданчиком Live 8.
Майже через тридцять років після виходу першого фільму «Рокі» протягом року двоє журналістів «Філадельфія інкуайрер» Майкл Вітез і Том Греліш (англ. Michael Vitez, Tom Gralish) відвідували знамениті сходи, щоб поговорити з «бігунами» на її вершину. Результатом їх роботи стала вийшла 2006 року книга «Історії Рокі: повісті про любов, надію і щастя на найвідоміших сходах Америки» (англ. Rocky Stories: Tales of Love, Hope, and Happiness at America's Most Famous Steps). Книга була нагороджена Пулітцерівською премією..
2017 року вперше в історії Національної футбольної ліги США драфт гравців проводився на відкритому майданчику, і їй стали Сходинки Рокі..
Знаменита сцена зі сходами також стала предметом численних триб'ютів і пародій. Схожі з оригіналом сцени фігурують в 12-му епізоді «Сімпсонів» «Ліза на орфоолімпіаді», фільмах «Подалі від тебе», «Принц з Беверлі-Гіллз», «Божевільний професор» та інших. Сцена зі сходами з фільмів " Рокі "стала культурною іконою. Через десятиліття після виходу першого фільму 1976 року тисячі туристів щороку підіймаються по її 72 східцях, щоб повторити знамените сходження головного героя фільмів С. Сталлоне і сфотографуватися з видом на місто з піднятими в переможному жесті руками. За версією телеканалу E! сцена посідає 13-е місце в сотні та одній найбільш дивовижних сцен в індустрії розваг (101 Most Awesome Moments in Entertainment).